# Маттео Б'янкетті
Маттео Б'янкетті (італ. Matteo Bianchetti, нар. 17 березня 1993, Комо) — італійський футболіст, захисник клубу «Кремонезе».

## Клубна кар'єра
Народився 17 березня 1993 року в місті Комо. Розпочав грати у футбол за «Лібертас Сан Бартоломео», після чого грав в академіях «Комо» та «Корсико», поки 2007 року не опинився у структурі «Інтернаціонале». У сезоні 2010/11 здавався в оренду у «Варезе», де грав за молодіжну команду. Після повернення в «Інтернаціонале», виграв з юнацькою командою NextGen Series та молодіжний чемпіонат Італії у 2012 році, проте за першу команду так і не дебютував.
У січні 2013 року Б'янкетті на правах оренди перейшов у «Верону» з Серії B, де 26 січня в матчі проти «Спеції» (1:0). З «жовтими» Маттео в тому сезоні здобув право виходу до Серії А, після чого в липні 2013 року веронці викупили половину прав на гравця за 350 тис. євро. У наступному сезоні Б'янкетті дебютував в Серії А, це сталось 15 вересня 2013 року в матчі «Сассуоло» (2:0), замінивши в другій половині матчу Доменіко Маєтту.
Проте в Серії А Маттео закріпитись не зумів, зігравши до кінця року лише 3 матчі в чемпіонаті, через що 7 січня 2014 року перейшов на правах оренди до кінця сезону до «Спеції» з Серії В. По завершенні сезону, у червні, «Інтер» і «Верона» продовжили спільне володіння, після чого 8 серпня футболіста було віддано в оренду до новачка Серії А «Емполі», але до кінця року гравець зіграв лише 3 матчі за клуб в усіх турнірах, тому 29 січня 2015 року був відкликаний назад в «Верону» і в той же день повернувся в «Спецію», продовживши грати в Серії В до кінця сезону.
25 червня 2015 року «Інтернаціонале» здобув усі права на футболіста, але відразу ж 1 липня продав футболіста назад у «Верону» за 1 млн євро. У першому сезоні відіграв за команду з Верони 23 матчі в Серії А, проте команда зайняла останнє 20 місце і вилетіла в Серію В.

## Виступи за збірні
2011 року дебютував у складі юнацької збірної Італії, взяв участь у 12 іграх на юнацькому рівні.
З 2012 року залучався до складу молодіжної збірної Італії і брав участь на чемпіонатах Європи 2013 і 2015 років. Всього на молодіжному рівні зіграв у 22 офіційних матчах.

## Статистика виступів

### Статистика клубних виступів
| Сезон              | Команда            | Чемпіонат          | Чемпіонат | Чемпіонат | Національний кубок | Національний кубок | Національний кубок | Континентальні кубки | Континентальні кубки | Континентальні кубки | Інші змагання | Інші змагання | Інші змагання | Усього | Усього |
| Сезон              | Команда            | Ліга               | Ігор      | Голів     | Ліга               | Ігор               | Голів              | Ліга                 | Ігор                 | Голів                | Ліга          | Ігор          | Голів         | Ігор   | Голів  |
| ------------------ | ------------------ | ------------------ | --------- | --------- | ------------------ | ------------------ | ------------------ | -------------------- | -------------------- | -------------------- | ------------- | ------------- | ------------- | ------ | ------ |
| 2012–13            | «Інтернаціонале»   | A                  | 0         | 0         | КІ                 | 0                  | 0                  | ЛЄ                   | 0                    | 0                    | -             | -             | -             | 0      | 0      |
| 2012–13            | «Верона»           | B                  | 7         | 0         | КІ                 | 0                  | 0                  | -                    | -                    | -                    | -             | -             | -             | 7      | 0      |
| 2013–14            | «Верона»           | A                  | 3         | 0         | КІ                 | 0                  | 0                  | -                    | -                    | -                    | -             | -             | -             | 3      | 0      |
| 2013–14            | «Спеція»           | B                  | 9         | 0         | КІ                 | 1                  | 0                  | -                    | -                    | -                    | -             | -             | -             | 10     | 0      |
| 2014–15            | «Емполі»           | A                  | 1         | 0         | КІ                 | 2                  | 0                  | -                    | -                    | -                    | -             | -             | -             | 3      | 0      |
| 2014–15            | «Спеція»           | B                  | 12+1      | 0         | КІ                 | -                  | -                  | -                    | -                    | -                    | -             | -             | -             | 13     | 0      |
| Усього за «Спецію» | Усього за «Спецію» | Усього за «Спецію» | 21+1      | 0         |                    | 1                  | 0                  |                      | -                    | -                    |               | -             | -             | 23     | 0      |
| 2015–16            | «Верона»           | A                  | 23        | 1         | КІ                 | 2                  | 0                  | -                    | -                    | -                    | -             | -             | -             | 25     | 1      |
| Усього за «Верону» | Усього за «Верону» | Усього за «Верону» | 33        | 1         |                    | 2                  | 0                  |                      | -                    | -                    |               | -             | -             | 35     | 1      |
| Усього за кар'єру  | Усього за кар'єру  | Усього за кар'єру  | 55+1      | 1         |                    | 5                  | 0                  |                      | 0                    | 0                    |               | -             | -             | 61     | 1      |